# Ribeira de Porto Salvo
A ribeira de Porto Salvo é uma pequena linha de água do Município de Oeiras, com nascente no interior do Município, próximo de Leião. Apresenta um caudal muito reduzido ou mesmo inexistente, de má qualidade.